# Ramil Səfərov

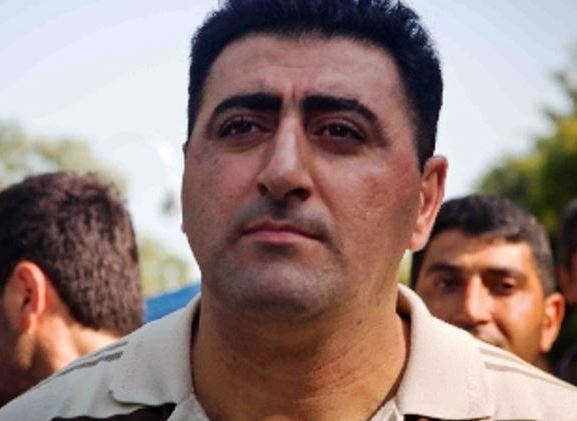
Ramil Safarov

Ramil Səfərov (auch Ramil Säfärov; * 1977 in Cəbrayıl, Aserbaidschanische SSR, Sowjetunion) ist ein Leutnant in der aserbaidschanischen Armee. Im Februar 2004 nahm er an einem Lehrgang im Rahmen des NATO-Programms Partnerschaft für den Frieden in Ungarn teil und erschlug am 19. Februar 2004 den armenischen Teilnehmer Gurgen Markarjan (armenisch Գուրգեն Մարգարյան, in englischer Transkription Gurgen Markarian) im Schlaf mit einer Axt.

## Tat
Ein Budapester Polizist berichtete, es handele sich um einen „ungewöhnlich grausamen“ Mord, der Kopf des Opfers sei fast vollständig vom Leib getrennt gewesen. Səfərov gab den Mord im März zu.

## Reaktion der aserbaidschanischen Öffentlichkeit
Die Nationaldemokratische Partei Aserbaidschans wählte ihn für seine „Verdienste um das Vaterland“ zum Mann des Jahres 2005. Der Parteivorsitzende erklärte weiterhin: „Es ist mir vollkommen egal, wie er den armenischen Offizier getötet hat. Wichtig ist, das es jetzt einen ‚Gurgen‘ [gemeint ist Armenier] weniger gibt, und je mehr Aserbaidschaner Armenier töten werden, desto weniger werden sie.“

## Urteil
Səfərovs Tat wurde vor Gericht durch ein Trauma begründet, welches er erlitten habe, als er im Verlauf des Krieges um Bergkarabach habe fliehen müssen. Dies wurde jedoch an anderer Stelle von Səfərov widerlegt, als dieser angab, in der Zeit von 1992 bis 1996 in Baku und der Türkei studiert zu haben.
Am 7. März 2006 wurde er vom Gericht für zurechnungsfähig erklärt. Am 13. April 2006 wurde Səfərov zu lebenslanger Haft verurteilt. Das Gericht schloss dabei eine Amnestie für 30 Jahre aus.

## Überstellung und Begnadigung
Nach acht Jahren Haft lieferte Ungarn Ramil Səfərov am 31. August 2012 an Aserbaidschan aus. Obwohl die aserbaidschanische Regierung offiziell versichert hatte, die lebenslange Haftstrafe weiter fortzuführen, begnadigte Aserbaidschans Präsident İlham Əliyev Ramil Səfərov kurz nach dessen Ankunft in Baku und sprach ihn von dessen lebenslanger Haftstrafe frei.
Hinter der Überstellung wird allgemein ein Deal mit der Regierung in Baku gesehen. Seit Anfang August gab es Medienberichte, denen zufolge Aserbaidschan ungarische Staatsanleihen im Gegenwert von zwei bis drei Milliarden Euro und somit Səfərov „frei“ kaufen wolle. Ungarns Ministerpräsident Viktor Orbán gestand, einen Deal mit Aserbaidschan ausgemacht zu haben und gab an, durch die Auslieferung Ramil Səfərovs der Republik Aserbaidschan ein Zeichen geben zu wollen, „um den möglichen neuen Kreditgebern Sicherheit zu signalisieren“ und fügte hinzu, dass er davon ausging, die Begnadigung Səfərovs würde erst Monate später wegen „gesundheitlicher Probleme“ stattfinden.

### Reaktionen

#### Armenien

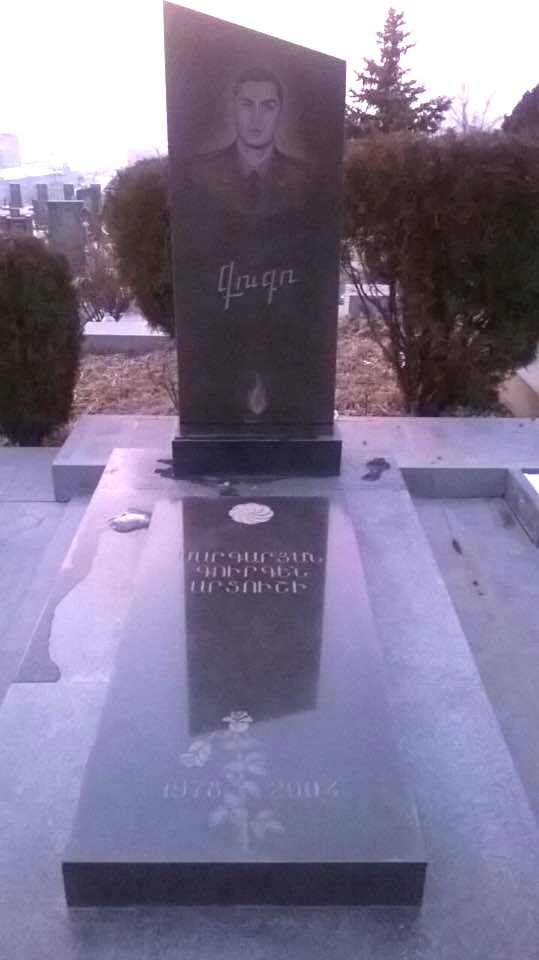
Grab von Gurgen Markarjan auf dem Militärfriedhof von Jerablur

Armeniens Präsident Sersch Sargsjan kündigte an, vorerst alle diplomatischen Beziehungen sowie sämtliche offizielle Kontakte zu Ungarn einzufrieren.
Der Sprecher der Nationalversammlung, Howik Abrahamjan, verschob seinen für Ende September geplanten Ungarn-Besuch.
In einer Rede zum Tag der Unabhängigkeit der Republik Bergkarabach fragte Armeniens Präsident Sargsjan: „Gibt es jemanden auf der Welt, der der Bevölkerung von Bergkarabach vorschlagen wird, ein Teil von Aserbaidschan zu werden, ein Land wo jeder Mörder als Held gefeiert wird, weil er einen Armenier getötet hat?“
In der Hauptstadt Jerewan fanden sich hunderte von Aktivisten zusammen und demonstrierten vor dem ungarischen Konsulat. Dabei wurde die ungarische Fahne verbrannt und das ungarische Konsulat mit Tomaten beworfen.
Der Armenier Hajk Makuchjan, der einem versuchten Mordanschlag von Ramil Səfərov in derselben Nacht, in der Markarjan ermordet wurde, entkommen konnte, gab an, sich an europäische juristische Instanzen und an den internationalen Gerichtshof in Den Haag wenden zu wollen, da es sich um einen ethnisch motivierten Mord gehandelt habe.
Gurgen Markarjan ist heute auf dem Militärfriedhof von Jerablur bestattet.

#### Aserbaidschan
Aserbaidschan feierte Ramil Səfərov nach dessen Ankunft in Baku als Nationalhelden. Aserbaidschans Verteidigungsminister Safar Abijew beförderte Ramil Səfərov zum Major. Zudem erhielt Səfərov eine neue Wohnung sowie Wehrsold für die achteinhalb Jahre, die er in ungarischer Haft gesessen hatte.
Arsu Abdullajewa, Vorsitzende der aserbaidschanischen Sektion der Helsinki Citizens Assembly, bezeichnete die Begnadigung und Heroisierung Səfərovs durch die Mehrheit aserbaidschanischer Medien eine „Schande“. Der Vorsitzende der Vereinigung für die Demokratie in Aserbaidschan, Gurban Alakbarov, nannte die Inszenierungen in Aserbaidschan zu diesem Vorfall einen „Affenzirkus“ der dem einzigen Zweck dient, İlham Əliyev für die Präsidentschaftswahlen 2013 in Aserbaidschan eine Legitimation zu verschaffen. „Alle Wahlen, die bisher stattgefunden haben, sind gefälscht, das muss endlich auch der Westen begreifen. Deshalb brauchen die Machthaber etwas, womit sie sich legitimieren können.“, so Alakbarov und fügte hinzu, dass die PR-Aktionen seitens Aserbaidschan um Səfərov eine Täuschung des Volkes und eine Manipulation der öffentlichen Meinung darstellen.
Der beliebte aserbaidschanische Schriftsteller Akram Aylisli brachte als Reaktion auf die Begnadigung und Heroisierung Səfərovs im Dezember 2012 den Roman „Träume aus Stein“ heraus, in dem er sowohl die in Aserbaidschan tabuisierten Pogrome in Sumgait und Baku als auch die Massaker an Armeniern in seinem nachitschewanischen Heimatdorf durch türkische Truppen 1918 und den Exodus der Armenier aus Nachitschewan thematisiert. Er hatte den Text zwar bereits 2006 geschrieben, doch sich bisher vor einer Veröffentlichung gescheut. „Als ich diese irrsinnige Reaktion sah und noch dazu, wie man künstlich den Hass zwischen Armeniern und Aserbaidschanern in einer Weise anheizte, der jeglichen Rahmen sprengte, da entschloss ich mich, den Roman zu veröffentlichen.“ Als Reaktion darauf ließ ihm Präsident İlham Əliyev sämtliche Auszeichnungen und die Pension entziehen und seine Werke aus den Spielplänen der Theater und den Lehrplänen der Schulen streichen.

#### Ungarn
Ungarns Außenministerium verurteilte die Begnadigung Səfərovs durch Aserbaidschan und gab an, dass dies nicht mit internationalem Recht vereinbar sei. „Baku habe vor der Abschiebung Safarows in dessen Heimat offiziell versprochen, dass dieser dort seine Strafe verbüßen müsse“, sagte Ungarns Außen-Staatssekretär Zsolt Nemeth.
Regierungsfreundliche Zeitungen bezeichneten die „Kapitulation vor Aserbaidschan“ als „moralischen Bankrott“ und forderten eine transparente, detaillierte Erklärung des Falles und seiner Umstände. Führende Vertreter der ungarischen reformierten und lutherischen Kirche drückten dem Katholikos der armenischen Kirche ihre Solidarität aus. Ein Schreiben, welches von den Bischöfen Gusztav Bölcskei und Peter Gancs unterzeichnet wurde, versichert dem Patriarchen, dass die beiden Bischöfe und ihre Gemeinden auf der Seite der Kirche und des Volkes von Armenien seien.

#### USA
In einer Erklärung gab Tommy Vietor, Sprecher des Nationalen Sicherheitsrates der USA an, dass Präsident Barack Obama zutiefst besorgt über die Mitteilung sei, dass der Präsident von Aserbaidschan Ramil Səfərov nach seiner Rückkehr aus Ungarn begnadigte. Die Vereinigten Staaten, so heißt es weiter in dem Statement „erwarten zudem eine Erklärung seitens Ungarn zur Entscheidung Safarov an Aserbaidschan zu übergeben.“
Der US-Kongressabgeordnete Frank Pallone bezeichnete das Verhalten Aserbaidschans als „unverantwortlich“ und „ungeheuerlich“. Zudem gab er an, dass Aserbaidschan durch das Freilassen eines verurteilten Mörders nur ferner seinen Wunsch bestätigt hat, Gewalt gegen Armenien und seine Bevölkerung zu fördern und zu billigen.

#### Minsker OSZE-Gruppe
Die Minsker OSZE-Gruppe (bestehend aus den Vermittlern USA, Russland und Frankreich, mit dem Ziel der friedlichen Beilegung des Bergkarabachkonflikts) gab an, dass die Begnadigung des aserbaidschanischen Offiziers, der einen armenischen Offizier ermordet hat, die bisherigen Versuche Frieden zwischen den beiden Ländern Armenien und Aserbaidschan herbeizuführen, erheblich verletzt hat.

#### Europäische Union
Eine Sprecherin der EU-Außenbeauftragten Catherine Ashton gab an, die Europäische Union sei sehr besorgt darüber, dass Aserbaidschans Präsident İlham Əliyev den Offizier Ramil Səfərov begnadigt hat. Zudem sei die EU über die möglichen Auswirkungen dieser Freilassung auf die gesamte Region „sehr besorgt“.

#### Organisation des Vertrags über kollektive Sicherheit
Der Generalsekretär der OVKS, Nikolai Bordjuscha, gab an, dass die Entscheidung Aserbaidschans, Ramil Safarov zu begnadigen, gegen internationales Recht verstoße und fügte hinzu, dass dieses Vorgehen durch nichts zu rechtfertigen sei.

#### Amnesty International
Die Menschenrechtsorganisation Amnesty International zeigte sich besorgt über Aserbaidschans Freilassung von Ramil Səfərov und gab an, dass dies als Befürwortung von ethnisch-motivierter Gewalt wahrgenommen werden würde. „Durch die Begnadigung und anschließende Beförderung von Ramil Safarov hat Präsident Aliyev den Aserbaidschanern signalisiert, dass Gewalt gegen Armenier nicht nur akzeptiert, sondern auch belohnt wird.“, heißt es in einem Dokument der Menschenrechtsorganisation.